# Vámbéry Ármin Gimnázium
A Vámbéry Ármin Gimnázium egy négy- és nyolcosztályos magyar tannyelvű középiskola Dunaszerdahelyen. 17 osztályában 388 diák tanult 2015-2016-ban, ezzel Felvidék második legnagyobb magyar tannyelvű gimnáziuma volt.

## Elhelyezkedése
Az iskola épülete a Szent István téren fekszik, a városközpont közelében. A tér túloldalán működik a Vidékfejlesztési Szakközépiskola és Kollégium és a Sportgimnázium, egy udvarban az Egészségügyi Középiskolával. A buszpályaudvar és a vasútállomás sétával 15 perc alatt elérhető, a városi tömegközlekedés vonalai is érintik az iskola környékét.

## Történelme
A középiskolai oktatás Dunaszerdahelyen az iskola megalapításával kezdődött 1938-ban. Ekkor a tanulók nyolcosztályos szakon tanultak az akkori Temető soron, a római katolikus népiskola épületében, az iskola a Dunaszerdahelyi Magyar Királyi Állami Gimnáziumi Tanfolyam nevet viselte. Az 1938/39-es csonka tanév végén magánvizsgát kellett tenniük a tanulóknak. Az igazgatója ekkor Bessenyei Lajos volt.
1940-ben az iskolát összevonták a mai Pázmány Péter Gimnáziummal (Érsekújvár), így az új neve Érsekújvári Magyar Királyi Állami Pázmány Péter Gimnázium Önálló Hatáskörű Dunaszerdahelyi Gimnáziumi Tagozata lett. E változás értelmében az intézet növendékeinek már nem kellett külön vizsgát tenniük, megkapták bizonyítványukat az egész évben végzett munka alapján. Ebben az évben az iskola 9 osztályában 378 diák tanult, Szeliánszky Ferenc látta el az igazgatói teendőket.
1944. október 31-én megszakadt a tanítás, mivel az iskola épületében katonai kórházat létesítettek, ami a háború végéig működött. 1945 és 1948 között[forrás?] nem folyt magyar nyelvű tanítás Csehszlovákiában.
Az iskola 1951-ben nyitotta meg újra kapuit az evangélikus templommal szemben, mint a Dunaszerdahelyi Gimnázium magyar tagozata. Évente egy-egy osztállyal bővült, a magyar tagozaton a létszám mindig 30 felett volt.
1951-ben az iskolaügyi átszervezések miatt a gimnázium elnevezést tizenegy éves középiskola vette át. Ezt a tanévet újra a Temető soron (akkoriban már Május 1. tér, a mai Szent István tér) kezdték. Az épületben csak 9 osztály fért el, a 16 osztálynyi diák miatt áttértek a kétváltásos tanításra. Ez az épület a kevés férőhely mellett szertárral, műhellyel és tornateremmel sem rendelkezett, a szemléltetőeszközök és a magyar tankönyvek is hiányoztak.
1954-ben az iskola diáklétszáma elérte a 685-öt, abban az évben 30 tanuló tett sikeres érettségi vizsgát.
Az 1958/59-es tanévre elkészült a mai épület. A magyar tagozaton még mindig kétváltásos tanítás folyt, a 22 osztály 11 tantermet kapott a 2. emeleten. A következő tanévben esti tagozata nyílt. 1961-ben az iskola kettévált 9 éves alapfokú iskolává és általános műveltséget nyújtó 4 éves középiskolává. Két évvel később külön igazgatóság működtette az iskolákat, ekkor az alapiskola visszaköltözött a Lenin utcába, az evangélikus templommal szembeni épületbe.
Az iskola a tanítás színvonalának növelése érdekében szoros, még ma is tartó kapcsolatot létesített a komáromi középiskolákkal. A tanárok bemutató órákon, konferenciákon tapasztalatot cserélhetnek.
1966-ban az iskola neve lerövidült általános középiskolára, majd 3 év múlva újra a gimnázium nevet viselte. 1969 óta kísérleti oktatás folyt az iskolában magyar nyelvből és irodalomból, valamint szlovák nyelvből és irodalomból. Ezt a munkát Vörös Veronika és Hölgye István végezték. Rendszeresen együttműködtek a Pedagógiai Kutatóintézet dolgozóival, elősegítették az új tantervek, tankönyvek és módszertani kézikönyvek összeállítását.
1973 februárjában megújult az igazgatóság: Horváth Tibor lett az igazgató, helyettesévé Olgyay Ede mérnököt nevezték ki. Nyugodt légkört teremtettek a tanároknak, az épületet teljes mértékben felújították, nekik köszönhető az iskola színvonala és hírneve. Még abban az évben a 3. emeleten is engedélyezték a tanítást.
1987-ben a szlovák alapiskola elköltözött, így az első emelet a szlovák gimnáziumé lett. Az igazgatóság új tantermeket rendezett be a kötelező szaktantárgyaknak (elektrotechnika és közgazdaságtan). Ebben az időszakban államilag korlátozott volt a felvehető tanulók száma, de 1990-től ismét egyre több diák kezdte meg itt középiskolai tanulmányait. Ekkoriban négy párhozamos osztály nyílt, érdeklődés szerint kerültek be a diákok a különböző tagozatokra: társadalomtudományi, matematikai-fizikai, nyelvi és természettudományi.
Az 1989-es rendszerváltás változásokat hozott az iskolarendszerbe. Az iskolatanácsok javaslatot tehettek az igazgató kinevezésére. Az 1994/95-ös tanév végén lemondott igazgatói posztjáról Szolgai Miklós, helyére Cseh Máriát nevezték ki. A helyettesi posztot Bíró Gizella és Gálffy Éva töltötte be. Mindkét igazgató közös érdeme, hogy a gimnáziumban végzett, már tanári diplomával rendelkező diákoknak munkát adtak.
1995-ben a nagy érdeklődés miatt újra nyílt nyolcéves szak a gimnáziumban, 34 elsőssel. Többen átléptek a hagyományos alapiskolából, így tíz osztályban folyt a tanítás. A négyosztályos gimnáziumban felsőbb utasításra csak három osztály nyitása lett engedélyezve.
1997-ben az iskola igazgatónője átvehette Budapesten az Országházban a Magyar Köztársaság miniszterelnökétől a Kisebbségekért Díjat. Az értékelésben a következő szerepelt:
"A Dunaszerdahelyi Magyar Tanítási Nyelvű Gimnázium a szlovákiai magyar ifjúság oktatása, képzése és nevelése terén elért példaadó eredményei elismeréseként, amely egyben támogatást, hitet és erőt adhat valamennyi szlovákiai magyar oktatási intézmény számára a mára ismét bizonytalanná vált jövőben való további helytálláshoz is."
2001-ben az iskola felvette Vámbéry Ármin keletkutató és nyelvtudós nevét. 2003-ban sikeres érettségi vizsgát tettek az 1995-ben újra megnyílt nyolcosztályos gimnázium akkori elsősei. Ebben az évben az igazgatóság megalapította a Vámbéry Igazgatói Díjat, amit a végzős diákok közül kapja egy, a versenyeken kitűnően szereplő tanuló.
2004. június 30-tól Zirig Ferenc vezette az iskolát 2019 nyaráig, a helyettesi székben Cseh Mária, Szolgai Miklós és Kálmán Miklós ült, helyüket később Salma Erzsébet vette át (Cseh Mária 2006 nyarán vonult nyugdíjba). 2005-ben mindenki eredményes érettségi vizsgát tett a változtatások ellenére, ami jelentősen megnehezítette a diákok dolgát.
A 2005/2006-os tanévben a szlovák gimnázium elköltözött, így az iskolának sok idő után újra lett saját épülete. Az iskola diáklétszáma ebben az évben érte el a csúcsot: 24 osztályában (ebből 10 nyolcosztályos szakon) 681 diák tanult.
2006 tavaszán ünnepelte a gimnázium jelenlegi formában való fennállásának 55. évfordulóját. Az ünnepségre ellátogatott az oktatásügyi miniszter, a parlament elnöke és az államfő helyettese is.
A Magyar Tannyelvű Magángimnázium 2008-as megalakulása miatt az ide jelentkező diákok száma mérséklődött, bár még így is évente 3-4 osztály nyílik a négyéves szakon.
Az utóbbi években az igazgatóság baráti kapcsolatot alakított ki több magyarországi középiskolával, többek között a Budapesti Fasori Evangélikus Gimnáziummal.
2019. július 1-től Valkai Anett lett a gimnázium új igazgatója (helyettesei Csicsay Bernadett és Salma Erzsébet).

### Korábbi nevei
- Dunaszerdahelyi Magyar Királyi Állami Gimnáziumi Tanfolyam
- Érsekújvári Magyar Királyi Állami Pázmány Péter Gimnázium Önálló Hatáskörű Dunaszerdahelyi Gimnáziumi Tagozata
- Dunaszerdahelyi Gimnázium
- Dunaszerdahelyi Tizenegy éves Középiskola
- Dunaszerdahelyi Magyar Tanítási Nyelvű Általános Középiskola
- Dunaszerdahelyi Magyar Tanítási Nyelvű Gimnázium
- Vámbéry Ármin Gimnázium

### Igazgatói
1. Bessenyei Lajos (1938-1940)
2. Szeliánszky Ferenc (1940-1944)
3. Hostock István (1951-1953)
4. Matušek Rudolf (1953-1953)
5. Lukovics Izabella (1953-1954)
6. Ozorai Ferenc (1954-1957)
7. Varga Lajos (1957-1960)
8. Somogyi Vince (1960-1973)
9. Horváth Tibor (1973-1991)
10. Szolgai Miklós (1991-1995)
11. Cseh Mária (1995-2004)
12. Zirig Ferenc (2004-2019)
13. Valkai Anett (2019)

### A Tanári Kar (2019)
- Bereck Annamária - magyar, angol nyelv
- Cseh Márta - német, spanyol nyelv
- Csicsay Bernadett - magyar, szlovák nyelv
- Cződör Henrietta - magyar, szlovák nyelv
- Egri Péter - biológia, kémia
- Földes József - magyar nyelv, történelem
- Fóthy Zsolt - biológia, kémia
- Hoboth Ilona - szlovák nyelv, állampolgári ismeretek
- Karácsony Magdaléna - fizika, kémia
- Koczó Linda - magyar, angol nyelv
- Mancal Attila - földrajz, testnevelés és sport
- Nagy Frigyes - hittan
- Nagy Bianka - angol nyelv
- Nagy Mária - matematika, informatika
- Patassy Zsolt - matematika, fizika, informatika
- Pintér Judit - művészetre nevelés, testnevelés és sport
- Pintes Éva - német nyelv
- Salma Erzsébet - matematika, fizika, informatika
- Soóky Ágota - magyar nyelv, történelem
- Szabó Mária - magyar, szlovák nyelv
- Tóth Ildikó - magyar, szlovák nyelv
- Valkai Anett - igazgatónő
- Učník Tímea - matematika, fizika, informatika

## Az épület és környéke
Az 1958-ban felavatott épületen régen több iskola is osztozott, de a szlovák gimnázium 2005-ös elköltözésével birtokba vehette az egészet a Vámbéry Ármin Gimnázium. A főépület 4 szintes, két szárnya van.  A főbejáratot 3 színes üvegmozaik díszíti, amik napsütéskor bevilágítják az előteret. A kétszintes előtérben jobb és bal oldalon, valamint a hátsó részen vezet fel lépcső. Itt vezet egy folyosó a melléképületekhez, a hátsó udvarra is innen lehet kijutni. Az előtérből balra és jobbra vezető folyosókon találhatóak a szekrények, öltözők, az erősítőterem, néhány tanterem és az ebédlő. Innen vezet fel egy lépcsősor az első emeletre. A két tornaterem az ebédlő felett található. Az első emeleti folyosón található a laboratórium, számos tanterem, a titkárság és a helyettesi iroda. A második emeleten az osztálytermek mellett az igazgatói iroda, a gazdasági részleg, a tanári, a biológia, informatika és a történelmi szaktanterem található. Az erkélyre is innen lehet kijutni. Egy emelettel feljebb nyelvi osztótermek, könyvtárt és egy előadóterem van. A sportpályák az épület mellett fekszenek. Jó időben sok diák tölti a szüneteket a hátsó udvaron. Ide évek óta minden végzős osztály ültet egy-egy fát.

## Iskolai élet

### Tanév menete
- Évnyitó ünnepség (szeptember első munkanapja) - Az ünnepség rendszerint 9 órai kezdettel, az iskolaudvaron kerül megrendezésre. Az igazgató köszöntőbeszéde mellett néhány diák is fellép, sokszor valamilyen híres közéleti személyiség is megjelenik
- Osztálykirándulások - Az őszi osztálykirándulások általában egy egynapos, sokszor színházlátogatással egybekötött kirándulások. Minden évben október 23-án (Ausztria nemzeti ünnepén) a diákok ellátogatnak Bécsbe, ahol ezen a napon ingyenesek a belépők a helyi múzeumokba. Az utóbbi években lehetőség nyílt egy egyhetes Olaszországi látogatásra a 2. és 3. osztályoknak
- Gi-mit tud? (november első fele) - A diákok ezen a napon bemutathatják tehetségüket. A legkedveltebb műsorszám az osztálytánc, hangszeres, énekes előadás, de néhányan bűvészkedéssel és stand up comedy számmal is elkápráztatták már a közönséget. A helyi kultúrház színháztermének nézőtere mindig tele van. A műsor zárószámaként az elsősök megkapják a gólyaigazolványukat és a "Vámbérys nyakkendőt". A Gi-mit tud?-nak nincsen nyertese, az összes fellépő jutalomkirándulásban részesül.
- Vámbéry Nyelvi Verseny (november vége) - 1999 óta minden évben megrendezésre kerülő versenyen Nyugat-Szlovákia magyar tannyelvű gimnáziumai, valamint az alapiskola 8. és 9. évfolyamos diákjai vesznek részt.
- Szülői bál (november vége) - A gimnázium tornatermében kerül megrendezésre. A belépő árába beletartozik a vacsora, a zenészek, a befolyt összeg az iskolakasszába kerül.
- Szalagavató ünnepség (december eleje) - A végzős osztályok műsorral kedveskednek a helyi kultúrházban. Az előadások után az osztályok valamelyik étteremben folytatják az ünneplést. Egyszerre kettő osztály adja elő a szalagavató műsorát.
- Műveltségi vetélkedő (karácsonyi szünet előtti utolsó hét) - A diákok itt felmérhetik tudásukat különböző tantárgyakban
- Diákbál (január folyamán) - A helyi kultúrházban megrendezésre kerülő bált a diákok már év eleje óta várják.
- Sítanfolyam (január vége - február eleje) - A diákok a testneveléstanárok és osztályfőnökeik kíséretében elsajátíthatják a sielés alapjait, a sportban haladó diákok továbbfejleszthetik magukat. Évek óta a Selmecbánya melletti Salamandra Resort síparadicsomot látogatják a résztvevők.
- Nyílt napok (február) - A környező alapiskolákból érkező gyerekeknek bemutatják a gimnáziumot, megtekinthetik az épületet, beülhetnek a nyitott órákra
- A Gi-mit tud? jutalomkirándulása (tavasz eleje, általában április) - Az úticél mindig egy magyarországi város
- Ballagás, a Vámbéry Igazgatói Díj kiosztása, faültetés (május első hete)
- Osztálykirándulások (május-június) - Az osztályok év végén szinte mindig többnapos kirándulásokat szerveznek, általában a szomszédos országokba. Kedvelt kirándulóhely a Balaton, Prága és Krakkó
- Évzáró ünnepség (utolsó tanítási nap)

Színházbérlet vásárlására is lehetőség van, az év minden időszakában ellátogat egy-egy osztály valamelyik budapesti, győri, vagy akár a pozsonyi és a helyi színházba. Kulturális rendezvényeken is aktívan részt vesz a gimnázium, gyakran tartanak vendégtanárok bemutató órákat és előadásokat.

### Sport
A testnevelés a két tornateremben, jó időben a sportpályán folyik. A diákok így megismerkedhetnek a labdajátékokkal, atlétikával, használhatják az erősítőtermet. Az iskolának erős teremevező-, floorball-, kézilabda és focicsapata van, emellett néhány diák egyénileg is rész vesz különböző sportversenyeken.

### Tantárgyi versenyek
A gimnázium tanulói minden évben kitűnő eredményeket érnek el a különböző tantárgyi versenyeken. Az iskola épületében kerül megrendezésre a Vámbéry Nyelvi Verseny és a járási Kémiai olimpia, valamint az iskola minden évben szervez saját diákjainak egy műveltségi vetélkedőt.
Diákélet
Az iskolában működik a DÖK. Első elnöke Aranyossy Levente volt, majd helyét Pázmány Zsolt vette át. Rengeteg buli és iskolai esemény fűzhető hozzájuk. A háttérben Vajda Rebeka irányított.